# جوزيف بوك
جوزيف بوك (بالإنجليزية: Joseph Bock)‏ هو سياسي أمريكي، ولد في 1837. حزبياً، نشط في الحزب الجمهوري. وقد انتخب عضو جمعية ولاية ويسكونسن.